# Chính sách đối ngoại của Nhật Bản
Trách nhiệm chính đối với chính sách đối ngoại của Nhật Bản, được xác định bởi hiến pháp năm 1947, được thực thi bởi nội các và chịu sự giám sát chung của Quốc hội. Thủ tướng được yêu cầu lập báo cáo định kỳ về quan hệ đối ngoại với Quốc hội, Thượng viện và Hạ viện đều có Ủy ban đối ngoại. Mỗi Ủy ban báo cáo về các ý kiến của mình cho các phiên họp toàn thể của phòng mà nó thuộc về. Các Ủy ban đặc biệt được thành lập đôi khi để xem xét đặc biệt. Các thành viên của quốc hội có quyền đưa ra các câu hỏi chính sách thích hợp (chất vấn) cho Bộ trưởng Bộ Ngoại giao và Thủ tướng. Các hiệp ước với nước ngoài yêu cầu phê chuẩn bởi Quốc hội. Là người đứng đầu nhà nước, Thiên hoàng thực hiện chức năng nghi lễ là tiếp các phái viên nước ngoài và chứng thực các hiệp ước nước ngoài được phê chuẩn bởi Quốc hội.